# The Place I Love

The Place I Love è l'album d'esordio del gruppo Splinter, pubblicato nel 1974.

## Tracce
1. Gravy Train – 3:15
2. Drink All Day
3. China Light – 3:22
4. Somebody's City – 4:06
5. Costafine Town - 3:22
6. The Place I Love – 3:57
7. Situation Vacant – 3:52
8. Elly May – 3:51
9. Haven't Got Time – 3:31